# Västerås län
För länet med detta namn som fanns efter 1634, se Västmanlands län.  

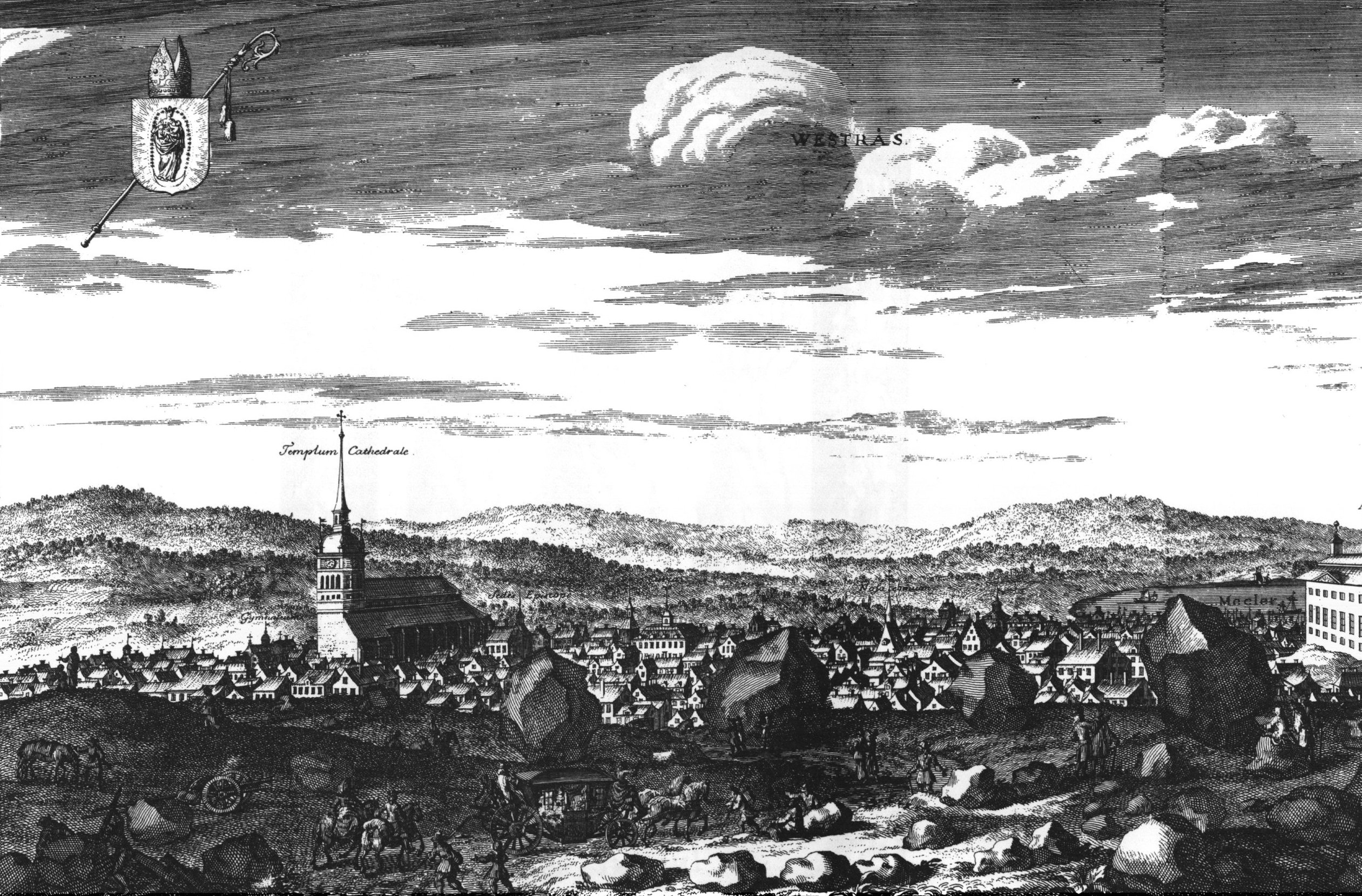
Västerås med Västerås slott till höger i bild omkring 1700

Västerås län var ett slottslän i landskapet Västmanland och tidigt Dalarna. Det fanns sedan tiden då Sverige ingick i Kalmarunionen på 1300-talet. Länets administrativa centrum var Västerås slott.
Länets omfattning under unionstiden avgränsades i väster av Arbogaåns källflöde, Järleån, i öster av Sagån och i norr av Skinnskattebergs och Gamla Norbergs bergslager, medan Åkerbo härad hörde till Köpings län. Dalarna kan även det ingått i länet som vid början av 1500-talet minskats genom att Dalarna och bergslagerna brutis ut till egna fögderier, liksom områdena som bildade Väsby län och Salberget. Länet omfattade därefter häraderna Siende, Tunhundra, Norrbo, Snevringe (i vissa perioder) samt före 1545 Yttertjurbo härad. Från tidigt 1550-tal bildade de fyra kvarvarande häraderna separata fögderier i olika kombinationer.    
Vid länsreformen 1634 bildades Västmanlands län som även inledningsvis kallades Västerås län. 